# Saxon (album)
Saxon is het debuutalbum van de gelijknamige Britse band, uitgebracht in 1979 door Carrere. De groep was nooit echt honderd procent tevreden over dit album, omdat het leek alsof het "in een blikken doos" was opgenomen.

## Nummers
1. Rainbow Theme - 3:07
2. Frozen Rainbow - 2:30
3. Big Teaser - 3:55
4. Judgement Day - 5:31
5. Stallions of the Highway - 2:52
6. Backs to the Wall - 3:10
7. Still Fit to Boogie - 2:54
8. Militia Guard - 4:50

## Bezetting
- Biff Byford - zang
- Graham Oliver - gitaar
- Paul Quinn - gitaar
- Steve Dawson - basgitaar
- Pete Gill - drums